# Sídliště Novodvorská

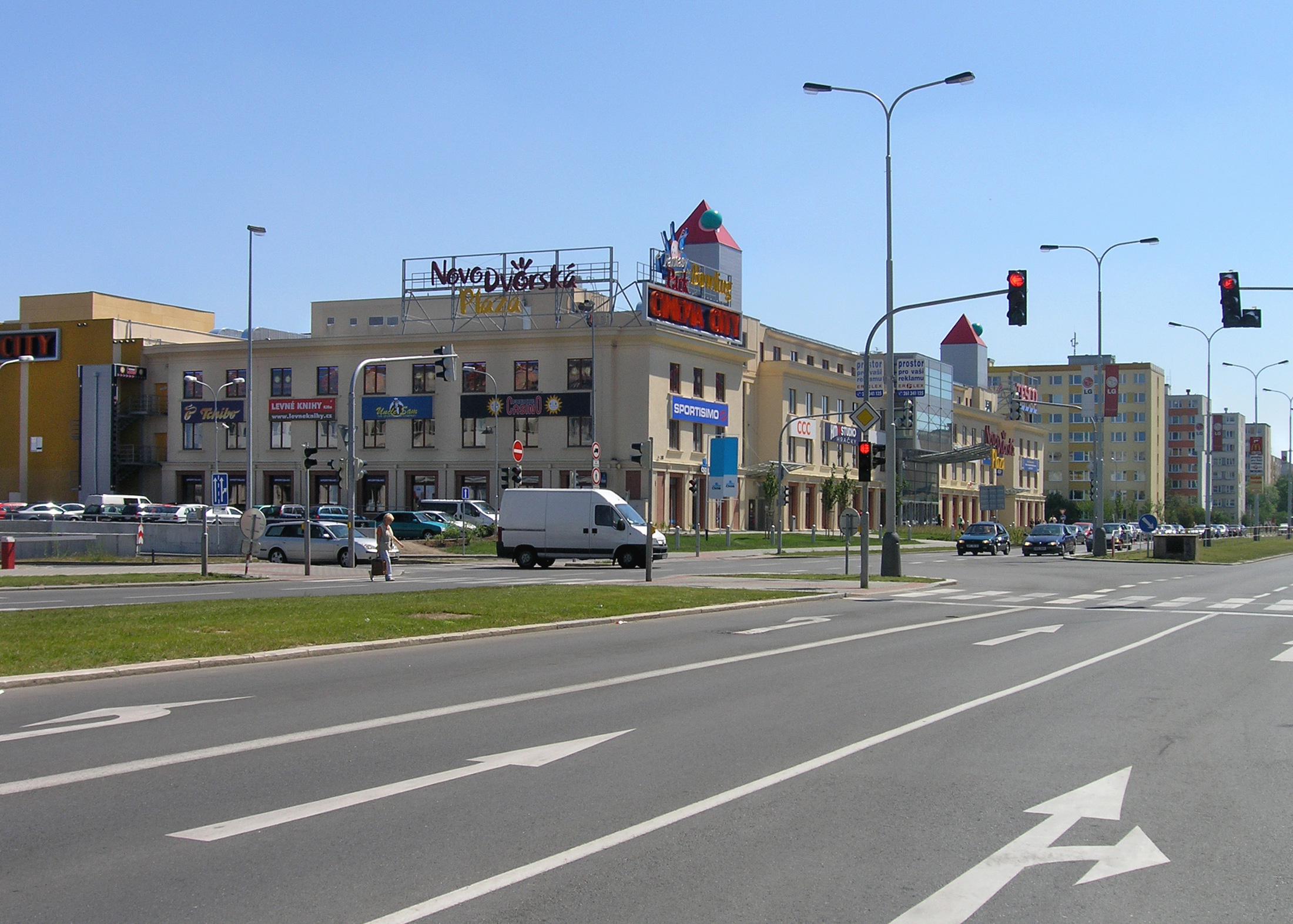
Obchodní centrum Novodvorská Plaza

Sídliště Novodvorská je pražské panelové sídliště, které se nachází na území Braníka a Lhotky podél stejnojmenné ulice. Na sídlišti se v současné době nachází obchodní centrum Novodvorská Plaza.

## Historie
Sídliště Novodvorská získalo pojmenování podle Nových Dvorů v nedaleké osadě Lhotka. Jeho výstavba probíhala v letech 1964-1969 podle územního plánu architektů Aleše Bořkovce a Vladimíra Ježka. Bylo postaveno s kapacitou 3691 bytů a určeno pro 12 500 obyvatel. V rámci výstavby se postavilo i tehdy slavné pražské kino KOSMOS.
V bezprostřední blízkosti sídliště stojí kostel Panny Marie Královny míru, postavený jako jeden z kostelů v tehdejším okolí Prahy v roce 1935, které měly připomínat, že radikály (Franta Sauer a j.) stržený Mariánský sloup na Staroměstském náměstí, jehož násilné odstranění odsoudil po svém příjezdu do Prahy 22. 12. 1918 i prezident Masaryk, neměl oslavovat Rakousko, ale připomínat záchranu Prahy před švédskými vojsky na konci třicetileté války a následný mír. Slavná křížová cesta Karla Stádníka uvnitř chrámu zahrnuje též symbolické odsouzení zločinů fašismu a komunismu.
Před stavbou sídliště zde již stál Výzkumný ústav pro sdělovací techniku A. S. Popova státního podniku Tesla. Při srpnových událostech v roce 1968, kdy bylo vypnuto oficiální státní vysílání, z něj vysílalo rádio.

## Současnost

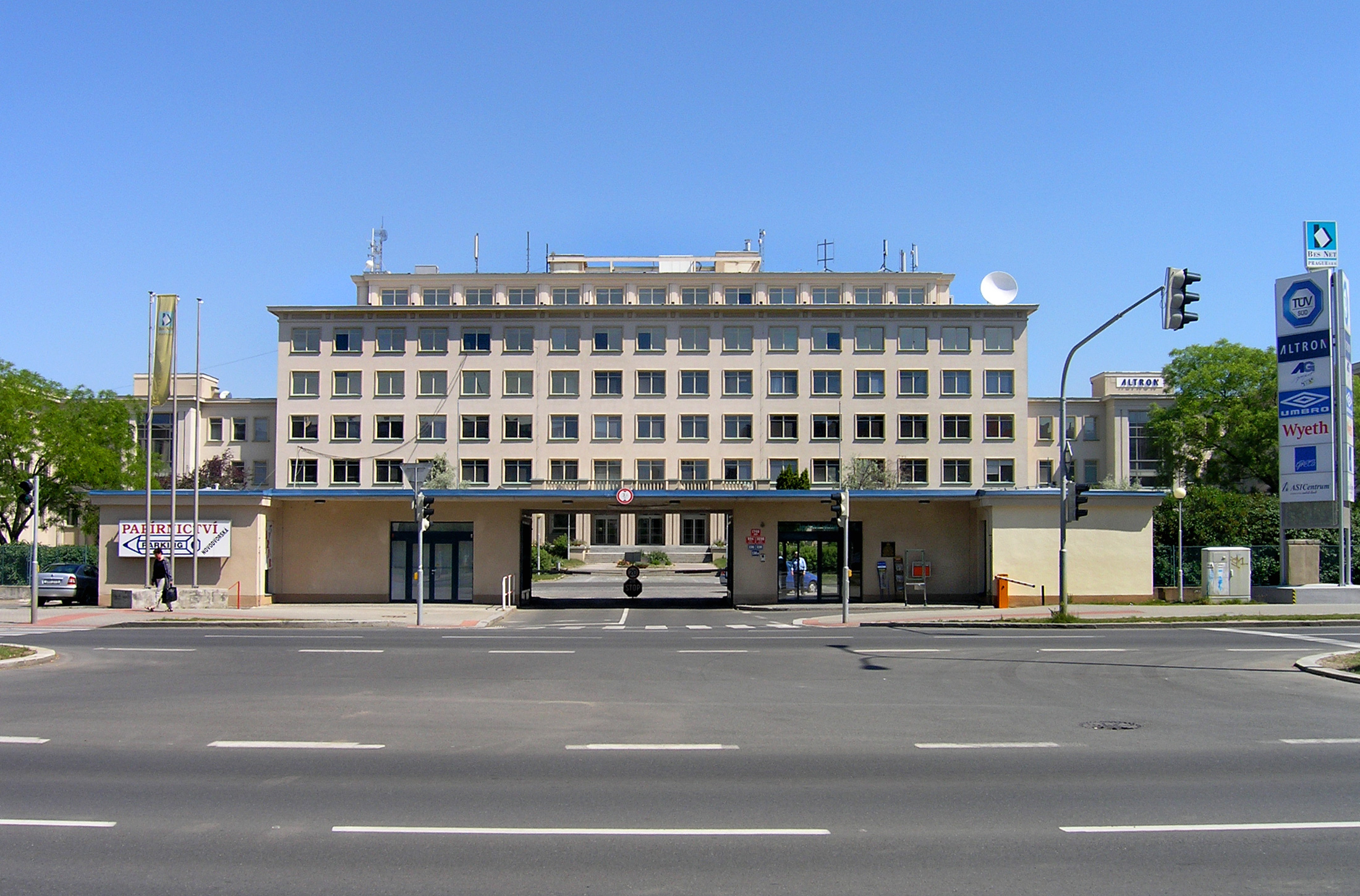
Bes Net centrum Novodvorská

Výzkumný ústav Tesla byl zrušen, jeho bývalý areál nyní slouží jako kancelářské centrum BesNet Center provozované skupinou ORCO Property Group (společností Bes Net Prague) a východní část byla přebudována na obchodní centrum Novodvorská Plaza (Tesco).
Kino Kosmos bylo přeměněno na kulturní centrum Novodvorská.
Najdeme zde také minigolf SK Tempo Praha, kde se naposledy v roce 2022 mistrovství ČR.

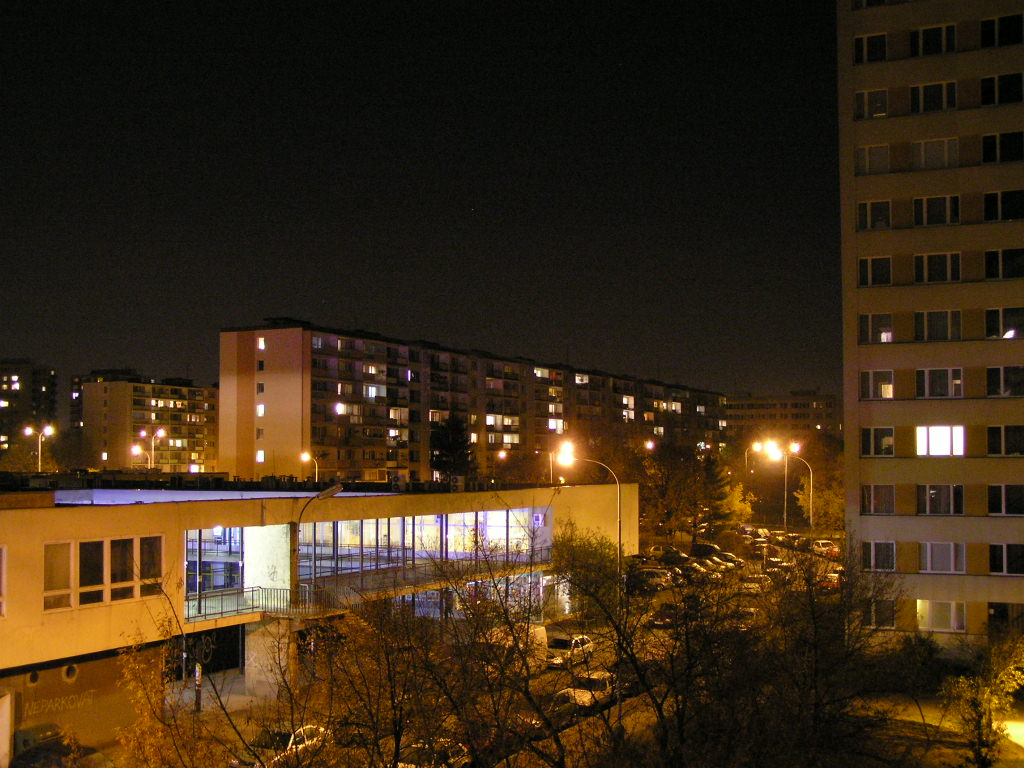
Sídliště Novodvorská v noci

## Doprava
Sídliště je sice obsluhováno pouze městskými autobusy, které svážejí obyvatele především k stanici metra C Kačerov, ale odsud je už dobré spojení metrem do většiny Prahy. Kapacitní je i spojení severozápadním směrem k stanici metra B Smíchovské nádraží.

### Silniční doprava
Na severozápad ze sídliště pokračuje ulice Vrbova, přes kterou má dobré spojení na Jižní spojku, což však komplikuje pro sídliště špatně umístěná křižovatka s ulicí Modřanskou. Za výsledek to má to, že vozidla (včetně městských autobusů směřujících k Smíchovskému nádraží), která se chtějí na Jižní spojku dostat, jí musí nejprve podjet za branickým hřbitovem, poté projet Braníkem, konkrétně přes Branické náměstí a ulicí Ke Krči, zabočit doleva na Modřanskou ulici a odsud se teprve najet na Již. spojku. Celá tato přebytečná smyčka má asi 1,5 km.
Jinak na jihovýchod ze sídliště pokračuje ul. Novodvorská směr Libuš, Písnici a Jesenici, na západ ulice Mariánská směr Hodkovičky, a na severovýchod ulice Zálesí, kterou používají právě autobusy jedoucí ke Kačerovu.

### Přepadení banky
Dne 16. prosince 2009 byla přepadena místní Komerční banka. Lupič u sebe držel 2 ženy jako rukojmí a požadoval 3 miliony korun. K jeho dopadení byla použita zásahová jednotka. Po 3 hodinách byl muž dopaden a ženy propuštěny. V době zákroku bylo celé okolí banky uzavřeno.